# (11494) Hibiki
(11494) Hibiki (1988 VM9) – planetoida z pasa głównego asteroid okrążająca Słońce w ciągu 3,82 lat w średniej odległości 2,44 j.a. Odkryta 2 listopada 1988 roku.